# 그래도 당신
《그래도 당신》은 2012년 5월 21일부터 2012년 12월 3일까지 방영한 SBS 일일 드라마이다.

## 제작사
- SBS Plus, 신영이엔씨

## 기획 의도
사랑해서 결혼했지만 재벌가의 비정한 경영권 분쟁에 휘말려 이혼남녀가 되어버린 한 소시민 부부의 깨진 결혼과 그들의 이혼에 반응하는 가족구성원들의 다양한 모습을 통해 진정한 결혼의 조건을 그린 드라마

## 등장인물

### 주요 인물
- 신은경 : 차순영 / 백인아 역 - 고아 출신, 백화수의 친딸
- 김승수 : 나한준 역 - 서울대 법대 출신, 순영(인아)의 남편
- 왕빛나 : 강채린 역 - 서울대 법대 출신, 퀸즈코스메틱 전략기획실장
- 송재희 : 강우진 역 - 김사장의 아들, 미국에서 경영학 전공

### 순영의 시집
- 장서원 : 나두준 역 - 한준의 동생, 치킨집 운영
- 김성은 : 신나라 역 - 두준의 아내
- 이세나 : 나세희 역 - 한준의 동생
- 윤문식 : 나유석 역 - 한준의 아버지
- 이채미 : 나미소 역 - 순영(인아)과 한준의 딸

### 채린의 집
- 김성겸 : 강범석 역 - 채린의 할아버지, 퀸즈그룹 회장, 41회에서 사망.
- 박정수 : 김이현 역 - 우진의 어머니, 퀸즈코스메틱 사장
- 이은정 : 강희진 역 - 우진의 동생

### 주변 인물
- 이덕희 : 서남주 역 - 재하의 어머니, 나유석의 첫사랑
- 윤현민 : 이재하 역 - 우진의 친구, 세희의 연인
- 고명환 : 성동철 역 - 한준의 동창
- 황효은 : 이경주 역 - 순영(인아)의 고아원 친구
- 남경읍 : 백화수 역 - 순영(인아)의 친아버지, 25년 전 퀸즈 코스메틱의 연구소장

### 그 외
- 정동규 : 장교수 역
- 서윤아 : 손명지 역
- 정예지 : 장현희 역
- 최영완 : 김미진 역 - 채린이 데려온 백화수의 가짜 딸
- 홍승범 : 박재용 변호사 역

## 시청률
아래의 파란색 숫자는 '최저 시청률'이고, 빨간색 숫자는 '최고 시청률'이다. 
| 2012년  | 2012년    | 2012년         | 2012년       | 2012년         | 2012년       |
| 회차    | 방송일    | TNMS 시청률    | TNMS 시청률  | AGB 시청률     | AGB 시청률   |
| 회차    | 방송일    | 대한민국(전국) | 서울(수도권) | 대한민국(전국) | 서울(수도권) |
| ------- | --------- | -------------- | ------------ | -------------- | ------------ |
| 제1회   | 5월 21일  | 10.5%          | 11.4%        | 9.8%           | 9.6%         |
| 제2회   | 5월 22일  | 9.4%           | 10.2%        | 8.7%           | 8.5%         |
| 제3회   | 5월 23일  | 9.2%           | 9.9%         | 9.1%           | 9.8%         |
| 제4회   | 5월 24일  | 9.9%           | 9.3%         | 9.6%           | 8.7%         |
| 제5회   | 5월 25일  | 8.2%           | 8.0%         | 8.5%           | 8.1%         |
| 제6회   | 5월 28일  | 9.6%           | 8.8%         | 9.6%           | 9.4%         |
| 제7회   | 5월 29일  | 10.4%          | 10.6%        | 10.1%          | 10.4%        |
| 제8회   | 5월 30일  | 10.5%          | 9.8%         | 9.3%           | 9.0%         |
| 제9회   | 5월 31일  | 10.2%          | 10.3%        | 9.5%           | 10.3%        |
| 제10회  | 6월 1일   | 8.7%           | 8.5%         | 10.0%          | 9.9%         |
| 제11회  | 6월 4일   | 10.0%          | 10.2%        | 8.7%           | 8.0%         |
| 제12회  | 6월 5일   | 8.8%           | 8.5%         | 7.8%           | 7.6%         |
| 제13회  | 6월 6일   | 10.7%          | 11.1%        | 9.8%           | 9.4%         |
| 제14회  | 6월 7일   | 10.1%          | 10.1%        | 8.8%           | 7.9%         |
| 제15회  | 6월 8일   | 10.8%          | 11.2%        | 10.2%          | 9.4%         |
| 제16회  | 6월 11일  | 8.8%           | 9.0%         | 9.4%           | 9.0%         |
| 제17회  | 6월 12일  | 9.5%           | 10.1%        | 8.2%           | 7.6%         |
| 제18회  | 6월 13일  | 9.2%           | 8.7%         | 9.4%           | 9.1%         |
| 제19회  | 6월 14일  | 9.6%           | 10.1%        | 9.1%           | 8.2%         |
| 제20회  | 6월 15일  | 10.4%          | 10.1%        | 9.0%           | 7.7%         |
| 제21회  | 6월 18일  | 11.0%          | 10.3%        | 9.2%           | 8.0%         |
| 제22회  | 6월 19일  | 10.2%          | 10.9%        | 9.4%           | 9.0%         |
| 제23회  | 6월 20일  | 8.0%           | 8.1%         | 8.2%           | 7.8%         |
| 제24회  | 6월 21일  | 9.0%           | 9.7%         | 8.7%           | 8.7%         |
| 제25회  | 6월 22일  | 9.3%           | 9.1%         | 8.8%           | 8.4%         |
| 제26회  | 6월 25일  | 9.7%           | 9.8%         | 9.3%           | 8.8%         |
| 제27회  | 6월 26일  | 9.9%           | 9.0%         | 9.4%           | 8.7%         |
| 제28회  | 6월 27일  | 9.0%           | 8.6%         | 9.1%           | 8.5%         |
| 제29회  | 6월 28일  | 10.1%          | 11.5%        | 9.1%           | 8.8%         |
| 제30회  | 6월 29일  | 9.5%           | 8.8%         | 9.5%           | 9.1%         |
| 제31회  | 7월 2일   | 9.6%           | 10.1%        | 9.9%           | 9.7%         |
| 제32회  | 7월 3일   | 9.6%           | 9.0%         | 9.9%           | 10.1%        |
| 제33회  | 7월 4일   | 10.0%          | 9.9%         | 8.8%           | 8.8%         |
| 제34회  | 7월 5일   | 11.2%          | 11.6%        | 11.2%          | 11.3%        |
| 제35회  | 7월 6일   | 10.8%          | %            | 10.0%          | 9.6%         |
| 제36회  | 7월 9일   | 10.8%          | 10.7%        | 10.1%          | 10.0%        |
| 제37회  | 7월 10일  | 12.3%          | 12.3%        | 11.5%          | 11.7%        |
| 제38회  | 7월 11일  | 12.4%          | 12.1%        | 11.0%          | 10.6%        |
| 제39회  | 7월 12일  | 10.7%          | 10.4%        | 10.8%          | 11.0%        |
| 제40회  | 7월 13일  | 11.3%          | 10.8%        | 10.2%          | 9.9%         |
| 제41회  | 7월 16일  | 9.7%           | 8.8%         | 10.6%          | 9.8%         |
| 제42회  | 7월 17일  | 9.8%           | %            | 10.1%          | 10.1%        |
| 제43회  | 7월 18일  | %              | 9.9%         | 10.6%          | 11.3%        |
| 제44회  | 7월 19일  | 10.7%          | 11.1%        | 10.6%          | 10.6%        |
| 제45회  | 7월 20일  | 11.1%          | 11.1%        | 10.6%          | 10.3%        |
| 제46회  | 7월 23일  | 10.3%          | 10.4%        | 11.5%          | 12.1%        |
| 제47회  | 7월 24일  | 10.5%          | 9.8%         | 11.1%          | 11.0%        |
| 제48회  | 7월 25일  | 9.0%           | 9.0%         | 10.0%          | 10.3%        |
| 제49회  | 7월 26일  | 10.9%          | 10.8%        | 11.5%          | 11.8%        |
| 제50회  | 7월 27일  | 10.7%          | 10.6%        | 10.9%          | 11.1%        |
| 제51회  | 8월 13일  | 11.7%          | 10.6%        | 11.1%          | 10.7%        |
| 제52회  | 8월 14일  | 13.2%          | 14.4%        | 10.2%          | 9.2%         |
| 제53회  | 8월 15일  | 13.1%          | 13.6%        | 11.3%          | 11.4%        |
| 제54회  | 8월 16일  | 12.9%          | 13.1%        | 11.8%          | 11.3%        |
| 제55회  | 8월 17일  | 12.4%          | 12.4%        | 12.0%          | 11.6%        |
| 제56회  | 8월 20일  | 14.4%          | 14.0%        | 13.2%          | 13.0%        |
| 제57회  | 8월 21일  | 13.2%          | 13.6%        | 11.9%          | 11.7%        |
| 제58회  | 8월 22일  | 13.6%          | 13.3%        | 13.3%          | 13.3%        |
| 제59회  | 8월 23일  | 13.3%          | 11.9%        | 13.1%          | 11.6%        |
| 제60회  | 8월 24일  | 14.7%          | 14.0%        | 13.4%          | 11.9%        |
| 제61회  | 8월 27일  | 13.4%          | 13.6%        | 13.5%          | 13.1%        |
| 제62회  | 8월 28일  | 14.0%          | 13.6%        | 13.9%          | 13.8%        |
| 제63회  | 8월 29일  | 11.2%          | 11.2%        | 12.6%          | 12.1%        |
| 제64회  | 8월 30일  | 15.0%          | 14.6%        | 14.1%          | 14.1%        |
| 제65회  | 8월 31일  | 13.7%          | 13.5%        | 12.4%          | 12.2%        |
| 제66회  | 9월 3일   | 14.9%          | 14.1%        | 14.1%          | 13.6%        |
| 제67회  | 9월 4일   | 15.9%          | 14.6%        | 14.1%          | 14.4%        |
| 제68회  | 9월 5일   | 14.2%          | 13.4%        | 13.5%          | 13.8%        |
| 제69회  | 9월 6일   | %              | %            | 13.7%          | 13.7%        |
| 제70회  | 9월 7일   | %              | %            | 15.3%          | 15.0%        |
| 제71회  | 9월 10일  | %              | %            | 13.7%          | 13.8%        |
| 제72회  | 9월 11일  | %              | %            | 13.0%          | 12.1%        |
| 제73회  | 9월 12일  | %              | %            | 13.5%          | 13.6%        |
| 제74회  | 9월 13일  | %              | %            | 15.6%          | 16.1%        |
| 제75회  | 9월 14일  | %              | %            | 14.0%          | 13.4%        |
| 제76회  | 9월 17일  | %              | %            | 15.5%          | 15.7%        |
| 제77회  | 9월 18일  | %              | %            | 13.0%          | 12.5%        |
| 제78회  | 9월 19일  | %              | %            | 14.3%          | 13.8%        |
| 제79회  | 9월 20일  | %              | %            | 15.0%          | 15.3%        |
| 제80회  | 9월 21일  | %              | %            | 14.9%          | 14.6%        |
| 제81회  | 9월 24일  | %              | %            | 14.8%          | 14.6%        |
| 제82회  | 9월 25일  | %              | %            | 13.6%          | 13.9%        |
| 제83회  | 9월 26일  | %              | %            | 14.7%          | 14.3%        |
| 제84회  | 9월 27일  | %              | %            | 15.5%          | 15.5%        |
| 제85회  | 9월 28일  | %              | %            | 14.9%          | 15.0%        |
| 제86회  | 10월 2일  | %              | %            | 13.2%          | 12.8%        |
| 제87회  | 10월 3일  | %              | %            | 15.6%          | 15.7%        |
| 제88회  | 10월 4일  | %              | %            | 16.1%          | 16.4%        |
| 제89회  | 10월 5일  | %              | %            | 15.6%          | 15.8%        |
| 제90회  | 10월 8일  | %              | %            | 15.5%          | 15.8%        |
| 제91회  | 10월 9일  | %              | %            | 15.9%          | 15.8%        |
| 제92회  | 10월 10일 | %              | %            | 16.6%          | 16.9%        |
| 제93회  | 10월 11일 | %              | %            | 14.8%          | 14.0%        |
| 제94회  | 10월 12일 | %              | %            | 15.5%          | 15.2%        |
| 제95회  | 10월 15일 | %              | %            | 17.6%          | 17.4%        |
| 제96회  | 10월 17일 | %              | %            | 16.8%          | 16.9%        |
| 제97회  | 10월 18일 | %              | %            | 17.0%          | 16.5%        |
| 제98회  | 10월 19일 | %              | %            | 17.5%          | 17.1%        |
| 제99회  | 10월 23일 | %              | %            | 16.5%          | 15.9%        |
| 제100회 | 10월 25일 | %              | %            | 17.7%          | 18.5%        |
| 제101회 | 10월 26일 | %              | %            | 16.9%          | 16.6%        |
| 제102회 | 10월 30일 | %              | %            | 17.8%          | 17.1%        |
| 제103회 | 10월 31일 | %              | %            | 17.2%          | 16.8%        |
| 제104회 | 11월 1일  | %              | %            | 18.1%          | 17.6%        |
| 제105회 | 11월 2일  | %              | %            | 18.8%          | 19.2%        |
| 제106회 | 11월 5일  | %              | %            | 17.9%          | 16.7%        |
| 제107회 | 11월 6일  | %              | %            | 19.0%          | 18.0%        |
| 제108회 | 11월 7일  | %              | %            | 20.0%          | 20.3%        |
| 제109회 | 11월 8일  | %              | %            | 20.2%          | 19.8%        |
| 제110회 | 11월 12일 | %              | %            | 18.9%          | 18.4%        |
| 제111회 | 11월 13일 | %              | %            | 19.0%          | 18.0%        |
| 제112회 | 11월 14일 | %              | %            | 17.4%          | 16.8%        |
| 제113회 | 11월 15일 | %              | %            | 17.0%          | 16.0%        |
| 제114회 | 11월 19일 | %              | %            | 17.8%          | 17.7%        |
| 제115회 | 11월 20일 | %              | %            | 17.9%          | 16.8%        |
| 제116회 | 11월 21일 | %              | %            | 17.8%          | 17.0%        |
| 제117회 | 11월 22일 | %              | %            | 15.7%          | 14.6%        |
| 제118회 | 11월 23일 | %              | %            | 16.6%          | 14.8%        |
| 제119회 | 11월 26일 | %              | %            | 17.5%          | 16.5%        |
| 제120회 | 11월 27일 | %              | %            | 17.2%          | 16.1%        |
| 제121회 | 11월 28일 | %              | %            | 15.6%          | 14.9%        |
| 제122회 | 11월 29일 | %              | %            | 16.7%          | 15.4%        |
| 제123회 | 11월 30일 | %              | %            | 17.7%          | 16.5%        |
| 제124회 | 12월 3일  | %              | %            | 16.7%          | 16.3%        |

## 수상
- 2012년 SBS 연기대상 10대 스타상, 주말/연속극 부문 우수연기상 신은경

## 결방 사유 및 연장
- 2012년 7월 30일 : 유도 男 73 kg, 女 57 kg 예선, 8강 왕기춘 중계방송으로 인해 결방.
- 2012년 7월 31일 : 유도 男 81 kg, 女 63 kg 예선, 8강(김재범), 배드민턴 혼합복식 대한민국 : 인도 (이용대, 하정은) 중계방송으로 인해 결방.
- 2012년 8월 1일 : 유도 男 90 kg, 女 70 kg 예선, 8강 (송대남), 수영 女 200m 평영예선 (정다래) 중계방송으로 인해 결방.
- 2012년 8월 2일 : 유도 男 100 kg, 女 78 kg (황희태, 정경미) 중계방송으로 인해 결방.
- 2012년 8월 3일 : 유도 男 +100 kg, 女 78 kg 예선, 핸드볼 女예선 대한민국 : 프랑스 중계방송으로 인해 결방.
- 2012년 8월 6일 : 저녁 7시 10분 런던 2012 특집 <이용대, 정재성 셔틀콕 형제의 마지막 도전> 편성으로 인해 결방.
- 2012년 8월 7일 : 저녁 7시 10분 런던 2012 특집 <도마의 신 마침내 비상!> 편성으로 인해 결방.
- 2012년 8월 8일 : 저녁 7시 태권도 男 58 kg 예선 (이대훈) 중계방송으로 인해 결방.
- 2012년 8월 9일 : 저녁 7시 10분 런던 2012 특집 <별을 쏘다 - 대한민국 리듬체조의 역사를 쓰다 손연재 편> 편성으로 인해 결방.
- 2012년 8월 10일 : 저녁 6시 30분 태권도 女 67 kg 예선 (황경선), 저녁 7시 리듬체조 개인 종합 예선 후프, 볼 (손연재) 중계방송으로 인해 결방.
- 2012년 9월 21일 : 저녁 6시 25분 G1이 강원도민 생활 체전 개막식 중계 방송 관계로 본방송을 내보내지 않았다. 대신에 제작국인 SBS와, 일부 지역 방송사인 CJB, TBC, TJB, JTV, KBC, KNN, UBC, JIBS에서 본방송을 송출했다.
- 2012년 10월 1일 : 추석특집 <정글의 법칙> 방송으로 인해 결방.
- 2012년 11월 9일 : 2012 슈퍼모델 선발대회 방송으로 인해 결방.
- 2012년 11월 19일 : 그래도 당신 방영 분량이 120부작에서 4회 연장되어 124부작으로 변경 및 확정되었다.[4]

## 경쟁 프로그램
- 스탠바이
- 엄마가 뭐길래 (2012년 11월 5일부터 월화 8시 50분 시트콤으로 변경)
- 최고의 사랑 (재방송)
- 그대 없인 못살아 (2012년 11월 5일부터 7시 15분으로 이동)
- 오자룡이 간다 (이상 MBC.)
- 청담동 살아요 (JTBC)

## 참고 사항
- 공동 제작사인 SBS 드라마플러스가 SBS 프로덕션의 제작부문을 합병한 뒤[5] 처음으로 외주제작한 일일극이었다.
- 2012년 7월 26일과 같은 달 27일 방영분에서 협찬 업체의 상품을 지나치게 노출하여 방송통신심의위원회로부터 '경고' 조치를 받았다.[6]

## 지역 민방 뉴스예고
드라마가 끝난뒤인 주중에는 7시 50분경부터 방송되며 주말에는 방송하지 않는다.
| 방송국 | 프로그램 타이틀     | 주중 진행자 | 방송국 | 프로그램 타이틀     | 주중 진행자 |
| ------ | ------------------- | ----------- | ------ | ------------------- | ----------- |
| G1     | G1 뉴스 820 예고    | 허혜림      | JTV    | JTV 8 뉴스 예고     | 박근아      |
| KNN    | KNN 뉴스아이 예고   | 정유진      | TJB    | TJB 8시 뉴스 예고   | 김도희      |
| ubc    | ubc 프라임뉴스 예고 | 유지은      | CJB    | CJB 8시 뉴스 예고   | 이윤영      |
| kbc    | kbc 8시 뉴스 예고   | 윤보리      | TBC    | TBC 프라임뉴스 예고 | 이세영      |
| JIBS   | JIBS 종합뉴스 예고  | 이정민      |        |                     |             |